# Lijst van nummer 1-hits in Wallonië in 2019
Deze hits stonden in 2019 op nummer 1 in de Belgische Ultratop 50, de bekendste hitlijst in Wallonië.
| Datum        | Artiest                        | Titel            |
| ------------ | ------------------------------ | ---------------- |
| 5 januari    | Angèle & Roméo Elvis           | Tout oublier     |
| 12 januari   | Angèle & Roméo Elvis           | Tout oublier     |
| 19 januari   | Angèle & Roméo Elvis           | Tout oublier     |
| 26 januari   | Angèle & Roméo Elvis           | Tout oublier     |
| 2 februari   | Angèle & Roméo Elvis           | Tout oublier     |
| 9 februari   | Angèle & Roméo Elvis           | Tout oublier     |
| 16 februari  | Angèle & Roméo Elvis           | Tout oublier     |
| 23 februari  | Angèle & Roméo Elvis           | Tout oublier     |
| 2 maart      | Angèle & Roméo Elvis           | Tout oublier     |
| 9 maart      | Angèle & Roméo Elvis           | Tout oublier     |
| 16 maart     | Ava Max                        | Sweet but psycho |
| 23 maart     | Calvin Harris & Rag'n'Bone Man | Giant            |
| 30 maart     | PNL                            | Au DD            |
| 6 april      | PNL                            | Au DD            |
| 13 april     | PNL                            | Au DD            |
| 20 april     | PNL                            | Au DD            |
| 27 april     | Angèle                         | Balance ton quoi |
| 4 mei        | Angèle                         | Balance ton quoi |
| 11 mei       | Angèle                         | Balance ton quoi |
| 18 mei       | Angèle                         | Balance ton quoi |
| 25 mei       | Angèle                         | Balance ton quoi |
| 1 juni       | Angèle                         | Balance ton quoi |
| 8 juni       | Angèle                         | Balance ton quoi |
| 15 juni      | Nekfeu & Damso                 | Tricheur         |
| 22 juni      | Lil Nas X                      | Old town road    |
| 29 juni      | Lil Nas X                      | Old town road    |
| 6 juli       | Lil Nas X                      | Old town road    |
| 13 juli      | Lil Nas X                      | Old town road    |
| 20 juli      | Lil Nas X                      | Old town road    |
| 27 juli      | Lil Nas X                      | Old town road    |
| 3 augustus   | Lil Nas X                      | Old town road    |
| 10 augustus  | Lil Nas X                      | Old town road    |
| 17 augustus  | Lil Nas X                      | Old town road    |
| 24 augustus  | Lil Nas X                      | Old town road    |
| 31 augustus  | Lil Nas X                      | Old town road    |
| 7 september  | Lil Nas X                      | Old town road    |
| 14 september | Shawn Mendes & Camila Cabello  | Señorita         |
| 21 september | Shawn Mendes & Camila Cabello  | Señorita         |
| 28 september | Shawn Mendes & Camila Cabello  | Señorita         |
| 5 oktober    | Tones and I                    | Dance monkey     |
| 12 oktober   | Tones and I                    | Dance monkey     |
| 19 oktober   | Tones and I                    | Dance monkey     |
| 26 oktober   | Tones and I                    | Dance monkey     |
| 2 november   | Tones and I                    | Dance monkey     |
| 9 november   | Tones and I                    | Dance monkey     |
| 16 november  | Tones and I                    | Dance monkey     |
| 23 november  | Tones and I                    | Dance monkey     |
| 30 november  | Tones and I                    | Dance monkey     |
| 7 december   | Tones and I                    | Dance monkey     |
| 14 december  | Tones and I                    | Dance monkey     |
| 21 december  | Tones and I                    | Dance monkey     |
| 28 december  | Tones and I                    | Dance monkey     |